# Jos Dom
Jos Dom (Wilrijk, 23 december 1954) is een Belgisch acteur. Hij is vooral bekend als André Maenhout in Spoed.

## Televisie
- Op de kermis... op de kermis...! (1966) - als clublid
- De erfenis (1967) - als Davey
- Voorjaarsontwaken (1976) - als Melchior
- In perfecte staat (1977) - als Patrick
- Geschiedenis mijner jeugd (1983)
- De Makelaar (1999, 2000) - als dokter
- Familie (1999) - als Lode
- W817 (2000) - als dokter
- Spoed (2000) - als aanrander van Iris
- Spoed (2000-2008) - als André Maenhout
- Wittekerke (2001) - als psychiater
- Flikken (2001) - als chauffeur
- Familie (2002) - als dokter Aeyels
- Wittekerke (2003-2005) - als Robert Vermeulen
- Familie (2003) - als gynaecoloog
- De Wet volgens Milo (2004) - als advocaat De Vrieze
- Witse (2004) - als Ludo Williams
- Verschoten & Zoon (2005) - als verkoper
- 16+ (2006) - als Fred Siau
- Aspe (2006) - als Sylvain Hoogstraeten
- Vermist (2008) - als meester Coorevits
- Flikken (2008) - als Anton Smeekens
- F.C. De Kampioenen (2009) - als rechter
- LouisLouise (2009) - als man bij de AA
- Thuis (2009-2010, 2011) - als Herman Schepers
- Goesting (2010) - als Antoine
- Witse (2010) - als Richard Van Acker
- Zone Stad (2011) - als Johan De Bruyn
- Danni Lowinski (2012) - als Dirk Ceuleers
- Rox (2012) - als ingenieur
- Wolven (2013) - als Berre
- Aspe (2006) - als Roland Swaegers
- Albert II (2013) - als dokter van Paola
- De Club van Sinterklaas & De Pietenschool (2013) - als keukenpiet (stem)
- Binnenstebuiten - als Alex Marynen
- De Ridder (2013) - als dokter Deloitte
- Deadline 25/5 (2014) - als Carl Ruiters
- De Club van Sinterklaas & Het Pratende Paard (2014) - als keukenpiet (stem)
- The Team (2015) - als Aart De Kloet
- Familie (2014-2015, 2015) - als Sam Renders
- De Club van Sinterklaas & De Verdwenen Schoentjes (2015) - als keukenpiet (stem)
- Glitter Force (2015-2016) - als Bruut (stem)
- De Club van Sinterklaas & Geblaf op de Pakjesboot (2016) - als keukenpiet (stem)
- De Kotmadam (2016) - als Frits
- Amigo's (2017) - als Eddy De Neckere
- De Kotmadam (2016) - als Leo
- De Club van Sinterklaas & De Gouden Chocolademunten (2018) - als keukenpiet (stem)
- Waar is het Grote Boek van Sinterklaas? (2019) - als vader (stem)
- Campus 12 (2019) - als professor De Graaf
- Dickie (2020) - als Dickie (stem)
- De Club van Sinterklaas & de Gestrande Stoomboot (2023) - als verteller (stem)